# Slavic Review
Slavic Review (en español, Reseña eslava) es una revista académica trimestral revisada dedicada a la publicación de artículos, recensiones de libros y películas y ensayos sobre disciplinas relacionadas con Rusia, Eurasia central y Europa central y oriental.

## Historia de la publicación
La American Association for the Advancement of Slavic Studies (desde 2010, Association for Slavic, East European, and Eurasian Studies) publica trimestralmente la revista con el nombre actual desde 1961. Anteriormente, la revista tuvo otros títulos: Slavonic Year-Book. American Series (1941), Slavonic and East European Review. American Series (1943–1944) y American Slavic and East European Review (1945–1961). Desde 2017 es publicado por la Cambridge University Press.
La redactora jefe de la publicación fue Diane P. Koenker (de la Universidad de Illinois en Urbana-Champaign) entre 1996 y 2006. Más tarde, le sucedió Mark D. Steinberg (de la misma universidad), quien ocupó el cargo entre 2006 y 2013. A partir de agosto de 2013, lo es Harriet Murav.
Todos los artículos de la revista se encuentran disponibles en JSTOR. Versiones electrónicas de los números más recientes son accesibles a los socios a través de la página de la Association for Slavic, East European, and Eurasian Studies.

## Publicación
La revista se encuentra en: American Bibliography of Slavic and East European Studies, Social Science Citation Index, Historical Abstracts, Arts and Humanities Citation Index y Linguistic Bibliography.